# Аудиторія (газета)
«Аудиторія» — українська студентська газета, тижневик Національного університету «Львівська політехніка». Виходить з жовтня 1946 року. 
Головний редактор (2012) — Тетяна Пасович. Попередній редактор - Ярослава Величко. 
Наклад - 2 000 примірників.

## Передісторія газети
Як свідчать архівні джерела, у Львівській політехніці перші періодичні видання з'явилися ще в XIX столітті і виходили в часи австро-угорського і польського панування. Зокрема, часопис Źycie Technickie був єдиним у тодішній Польщі науково-популярним виданням вищих технічних навчальних закладів. Із заснуванням 1920 року Товариства українських студентів «Основа» в Політехніці почав виходити часопис «Студентський вісник», згодом ― «Бюлетень», «Досвітні вогні» та інші.
Із приходом більшовиків у вищих навчальних закладах Галичини почали випускати «багатотиражки» ― органи адміністрацій і партійних комітетів. У 1939—1941 роках у Львівському політехнічному інституті виходила багатотиражна газета «Червоний технік» (головний редактор Й.Рутштейн). 

## Історія
8 жовтня 1946 вийшло перше число газети «Радянський студент» (редактор Г.Самійленко, згодом редакційний колектив очолювали В.Бояр-Созонович, В.Сігорський, Л.Попко, С.Роговий, М.Горбатенко, Е.Мілевський, О.Козенко, С.Паливода). Саме цю дату прийнято вважати днем народження газети.
Як і всі періодичні видання того часу, газета була дзеркалом тодішньої політичної системи. Та, попри ідеологічну заанґажованість, вона була газетою студентською, освітянською. Навчальні будні, залікові й екзаменаційні сесії, наукові пошуки, студентські проблеми і дозвілля, художня самодіяльність і фізична культура були головними темами газетних публікацій.
1990 року, реагуючи на суспільно-політичні процеси в країні, орган парткому «Радянський студент» трансформувався у видання колективу Інституту під назвою «Львівський політехнік».
У той час через фінансові проблеми багато закладів освіти закривало свої видання, але Львівська політехніка зберегла свою газету.
Коли у 1980-х роках  студент Володимир Пасічник сказав, що скоро газету можна буде робити на комп'ютері, це видавалося фантастикою. Та невдовзі інший студент, Микола Проданюк, під керівництвом уже доцента В.Пасічника реалізував перший у Львові проект — комп'ютерну верстку газети. Цією газетою був «Львівський політехнік». Згодом першим штатним верстальником стала Ірина Мамчур, яка вже під керівництвом викладача М.Проданюка робила в редакції свій дипломний проект, а після неї — студенти Орест Гавдьо, Руслан Валько, Ярослав Дубовик, Ігор Максимів, Наталя Бебел, Павло Проців.
У 1990-х роках газета «Львівський політехнік» тричі перемагала в конкурсах міжнародних фондів «Відродження» та «Євразія» і здобувала ґранти на організаційний і професіональний розвиток. А 1997 року перетворилася на освітній студентський тижневик «Аудиторія» з загальнодержавною сферою розповсюдження, внесений у Каталог періодичних видань України.

## Сьогодення
Упродовж усіх цих літ незмінними залишалися пріоритети студентської й освітньої тематики, тісні зв'язки з навчальними підрозділами. Традиційно публікуються статті на історичну, суспільно-економічну, освітньо-наукову тематику викладачів і науковців Політехніки: Леонтія Дещинського, Ігора Гавриліва, Геннадія Вознюка, Ірини Фаріон, Оксани Микитюк, Олександра Шишки, Ренати Самотій, Зінаїди Козачук, Олега Кузьміна, Арнольда Прохорова. В «Аудиторію» подавали свої статті  професори Степан Вовканич і Степан Злупко, журналіст Богдан Залізняк, історик Орест Тучковський.
Студентами дописували до газети директор Інституту інженерної механіки і транспорту професор Зіновій Стоцько, завідувачі кафедри Орест Івахів і Володимир Пасічник, професор В'ячеслав Довбенко, доцент Олег Іванчук, а також Олександр Шлапак, Роман Мурій, Богдан Скрига, Валерій Ужегов.
У різні часи впродовж своїх студентських років фотокореспондентами газети на громадських засадах працювали Юрій Курдина, Володимир Архипцев, Олександр Супрун, Михайло Гонак та інші майстри фотомистецтва. Щороку редакція влаштовує фотоконкурси та виставки студентських світлин і нагороджує їхніх авторів.
Від початку існування газети при редакції працює Літературна студія. Першим її керівником був відомий поет Микола Петренко. Тут друкували свої перші поезії тодішні студенти Політехніки: поетеса Оксана Сенатович, поетеса і художниця Лариса Учурханова, Левко Глухівський (потім завідувач кафедри, професор, народний депутат України). Другим керівником літстудії був поет Петро Шкраб'юк (учасники Олесь Гордон, Юрій Лазірко, Олександр Морушко, Софія Когут - усі стали знані як поети). У 1990-х рр. Літературну студію провадив поет Богдан Залізняк (староста — Оксана Фітель). Після нього студією керував лауреат Шевченківської премії Ігор Калинець.
Газета виступає організатором цільових і масових акцій: тематичних семінарів, дискусій за «круглим столом», соціологічних досліджень на актуальні теми, інтелектуальних та інших конкурсів, співорганізатором громадських і культурних заходів для молоді Львівщини. Щороку в День газети організовує зустрічі зі студентами — громадськими кореспондентами різних поколінь, влаштовує вечірки, конкурси, спортивні змагання на приз газети. З'явилася традиція ― на посвяченні першокурсників у студенти дарувати їм спеціальний випуск «Аудиторії». 
Перший журналістський досвід у студентській газеті здобували студенти-політехніки, а нині професіональні журналісти Любко Петренко, Олександр Катачин, Наталя Кисіль, Надія Кугук, Петро Яценко, Олександр Єрохин. В "Аудиторії" публікувалися репортажі студента прикладної лінґвістики Володимира Самусенка та інформації курсанта Військового інституту Дмитра Жмовки. Сьогодні вони друкуються у великих газетах, а їм на зміну прийшли нові: Андрій Шпіцер, Світлана Шевчук, Дмитро Бучко.
Рубрики газети є постійні, періодичні й одноразові, залежно від тематики і жанрової різноманітності кожного числа. Так, постійними є сторінки «Студії» (відділ освіти і науки), «Суспільство», «Молодіжна політика», «Студмістечко», «Здоров'я», «Фізкультура і спорт» (відділ молодіжної політики), «Культура» і «Перерва» (відділ культури і дозвілля). Регулярно на сторінках газети проводяться конкурси, вікторини, хіт-паради тощо.
|  | «Наша газета — це літопис Львівської політехніки і студентського руху загалом; це долі багатьох поколінь викладачів і студентів, які писали до неї і про котрих писала газета; це хроніка і трибуна нашої національно-визвольної боротьби, демократичних перетворень у суспільстві і високій школі» |

Колектив редакції нагороджений Дипломами Національної спілки журналістів України (1996, 2006), Дипломом міжнародного фонду «Відродження» за найкраще висвітлення процесу економічних реформ (1994), Дипломом конкурсу міжнародного фонду «Євразія» ― «ЗМІ для громадянського суспільства» (1997), Дипломом Фестивалю дитячих і молодіжних ЗМІ (2006), Почесними грамотами Національного університету «Львівська політехніка», а головний редактор ― Почесними грамотами Львівської політехніки, Національної спілки журналістів України, Міністерства освіти і науки України, знаком «Відмінник освіти України». Наприкінці 2007 року «Аудиторія» перемогла у Всеукраїнському конкурсі засобів масової інформації «Вища школа», організованому Міністерством освіти й науки України, Київським національним університетом ім. Т.Шевченка та Асоціацією працівників ЗМІ, і нагороджена спеціальним призом «Вища школа» ― «за високопрофесійну систематичну роботу у висвітленні в ЗМІ актуальних проблем вищої школи», а також здобула 1-е місце в номінації «Науково-дослідна робота» і 3-є місце в номінації «Впровадження студентського самоврядування» цього конкурсу.